# Amenemopet (főpap)
Amenemopet ókori egyiptomi pap volt a XX. dinasztia idején; Mut főpapja III. Ramszesz, IV. Ramszesz és V. Ramszesz uralkodása alatt.
III. Ramszesz idején Mut harmadik prófétájaként szolgált; a 27. uralkodási évben a trónörökös, a leendő IV. Ramszesz jelenlétében léptették elő főpappá. Ramszesznahtnak, Ámon főpapjának a veje volt, Karnakban is említik, emellett sírjából, a thébai nekropoliszban (Dirá Abu el-Naga) lévő TT148-ból ismert. Legalább V. Ramszesz uralkodásáig hivatalában maradt.
Anyai ágon nagybátyja volt Amenmosze, Théba polgármestere.

## Fordítás
- Ez a szócikk részben vagy egészben  az   Amenemope (Hohepriester der Mut) című német Wikipédia-szócikk ezen változatának fordításán alapul.  Az eredeti cikk szerkesztőit annak laptörténete sorolja fel. Ez a jelzés csupán a megfogalmazás eredetét és a szerzői jogokat jelzi, nem szolgál a cikkben szereplő információk forrásmegjelöléseként.